# Bosquerola emmascarada caranegra
La bosquerola emmascarada caranegra (Geothlypis speciosa) és un ocell de la família dels parúlids (Parulidae).

## Hàbitat i distribució
Habita aiguamolls i zones humides a les terres altes del centre de Mèxic, a l'est de Michoacán, sud de Guanajuato i Mèxic DF.